# Авдишев Віктор Юрійович
Авдишев Віктор Юрійович (3 жовтня 1956 — 4 травня 2025) — спортсмен, колишній київський кримінальний авторитет за кличкою «Авдиш».

## Спортивна діяльність
У минулому відомий спортсмен-«динамівець», борець-вольник, чемпіон СРСР, Європи і бронзовий призер чемпіонату світу 1978 року в Мехіко. У минулому зять видного спортивного функціонера, Беньямінова, одного із старійшин ассирійської діаспори. Авдишев як і багато лідерів ОЗГ займався добродійністю. У районі спорткмплексу «Чайка» на його пожертвування було зведено великий храм.
Після завершення кар'єри Авдишев спорт не залишив і працював тренером української спілки «Динамо» (декілька його вихованців стали призерами Олімпіад), президентом баскетбольного клубу «ЦСКА-Ріко», федерації важкої атлетики України (місце голови федерації вільної боротьби вже було зайняте іншим авторитетом — Борисом Савлоховим) і центрального спортивного клубу «Меркурій». Жоден крупний суспільно-спортивний захід в Києві не обходився без участі колишнього борця. Як відзначають українські спецслужби, Авдишев став у них приблизно тим, ким в Росії довго був Отарі Квантрішвілі (теж колишній борець). І схожість полягала не тільки в захопленні спортом.

## Кримінальна діяльність
Висуванець ассирійської діаспори, на початку 90-х грав видну роль на кримінальній арені столиці. Різке зростання авторитету Авдишева пов'язане із загибеллю ассирійця Гаррі Джибу. Його розстріляли в Берліні в 1992 році. Останній приїхав до Німеччини, щоб налагодити контрабандний бізнес сигарет. Але в Німеччині це був бізнес в'єтнамської мафії. Джибу не розрахував своїх сил і був убитий.
Розквіт кримінальної діяльності Джибу і Авдишева почався з Республіканського стадіону і «Меркурія». Споживче товариство «Меркурій» було створено на базі однойменного кооперативу. Перереєстровано Московською районною державною адміністрацією міста Києва 21 жовтня 1994 року. Склад засновників в доступних базах даних відсутній. У відкритих джерелах повідомлялося, що безпосереднє керівництво СТ «Меркурій» здійснювалося Семеном Юфою і Олександром Пресманом.
Юфі вдалося добитися від тодішнього мера Івана Салія рішення про функціонування речового ринку на Республіканському стадіоні. Створення тут кас обов'язкового страхування торговців було класикою жанру. Рекетири настільки облінувались і «виросли», що вже не ходили по данину до наметів. Торговці приходили самі «страхувати» свій товар. Заступником начальника відділу страхування тут числився Віктор Авдишев, а очолював відділ його дядько Гаррі Малік-заде Джибу. Після загибелі Джибу колишній спортсмен Авдишев вже особисто контролював ринок і проводив там свої «стрілки», на які збиралося до 250 бойовиків одночасно. Туди ж звозилися для вибивання грошей «прибуті» підприємці не тільки з Києва, але і зі всієї України. Правоохоронні органи закривали очі на легалізований рекет.
Будучи за характером людиною м'якою і спокійною, Авдишев панічно боявся в'язниці. Йому складно було керувати військом чисельністю під 700 чоловік. І тоді на ринок прийшов Пуля — харизматична особа. Він не тільки підвищив авторитет Авдишева, але і в цілому дав могутній поштовх рекет-руху Києва.
Авдишу не доводилося сидіти у в'язниці, але в середині 90-х ним стали цікавитися «органи». У 1995 році Авдиш і шість чоловік з його «команди» були арештовані за рекет.

Як працювала група борця, пояснюють витяги з вироку: 
|  | «Члени ОЗГ шукали в Києві спроможних бізнесменів, шляхом погроз і психологічної дії вимагали у них крупні суми грошей, нав'язуючи свої послуги з повернення боргів, захисту інтересів підприємств і їх керівників від посягань інших злочинних груп…» |

З незгодними злочинці обходилися жорстко: 
|  | «У разі, коли бізнесмени відмовлялися виплачувати гроші за послуги, вони доставлялися на територію Центрального республіканського стадіону, де Авдишев, використовуючи свій авторитет відомої людини, переконував їх передавати необхідні суми». |

Іноді як переконання використовувалися кулаки. Гроші ж з бізнесменів, яких Авдишев примушував називати себе «татом», вимагали чималі — від десятків до сотень тисяч доларів.
У 1996-му Авдишев дивом уникнув в'язниці. Його відпустили під підписку про невиїзд, після чого шукали два роки.

## В бігах
Процес над Авдишем і його командою почався в 1998 році, проте за декілька днів до вироку борцеві вдалося переконати суддів відпустити його на похорони матері до Азербайджану під заставу в 200000 гривень. Це було великим досягненням захисту. Адвокатом у Авдиша був колишній прокурор Київської області Юрій Гайсинський. Крім того, за Авдиша клопотали багато відомих людей не тільки України, але і Росії. Зокрема вибрана за волевиявленням громад Ассирії всього світу Царицею народу Ассирії цілителька Джуна (Євгенія) Давіташвілі. На лаву підсудних Авдишев вже не повернувся, і йому заочно дали чотири роки. Україна оголосила спортсмена в міжнародний розшук, а в 1999 році його затримали в Азербайджані. Але тут виявилось, що свій перший, ще радянський паспорт Авдишев отримав у Баку. Не зважаючи на те, що пізніше він офіційно став громадянином України, де подвійне громадянство заборонене, Азербайджан визнав Авдишева своїм і видавати відмовився. На батьківщині його засудили в 1999 році на 3 роки, але до суду, завдяки старанням адвоката Раміза Зейналова відправили на примусове лікування в психіатричну лікарню з діагнозом «психопатія параноїдальна в декомпенсаційній формі». З психлікарні його дуже скоро відпустили на стаціонарне лікування.
Влітку 2001 року Віктор Авдишев разом з своїми підопічними борцями вирішив з'їздити до Кисловодська на збори. Недалеко від П'ятигірська його машину зупинив наряд автоінспекції і, «пробивши» тренера за своїми базами, виявив, що він вже більше двох років знаходиться в розшуку. Авдиша перепровадили в місцеве СІЗО, а про його затримання проінформували МВС, яке відразу передало відомості до Києва. Українські правоохоронці пообіцяли в найкоротші терміни підготувати документи для екстрадиції. Незабаром вони сповістили МВС про готовність забрати утікача, проте коли з Москви звернулися з приводу заарештованого в П'ятигірськ, то дізналися, що його там вже немає.

Суддя П'ятигірського суду Ніна Журба спочатку прислала в СІЗО папір без яких-небудь початкових даних з вимогою доставити затриманого до себе. А потім, як виявилось, просто його відпустила. Офіційна відповідь судді Журби: 
|  | «Авдишев Віктор Юрійович звільнений з-під варти із залу суду». |

Ніяких пояснень і мотивувань своєму рішенню суддя давати не стала.
Авдишев проживав в Росії. Він одружився в черговий раз на молодій дівчині і поміняв прізвище, узявши собі прізвище дружини (Кочієв).